# ストレプトグリシンB
ストレプトグリシンB(Streptogrisin B、EC 3.4.21.81)は、以下の化学反応を触媒する酵素である。
トリプシンと類似した特異性で、タンパク質を加水分解する。
この酵素は、Streptomyces griseusから単離された。